# Francisco Hernández Illana
Francisco Hernández Illana, también como Yllana o y Llana, (Alcira, c. 1700—Burgos, 9 de mayo de 1780) fue un compositor y maestro de capilla español.
No debe confundirse con Francisco Hernández Pla, maestro de capilla del Real Monasterio de la Encarnación.

## Biografía
Francisco Hernández Illana debió nacer alrededor de 1700 en Alcira, en la provincia de Valencia. Hacia 1723 fue nombrado maestro de capilla de la catedral de Astorga, donde el 20 de marzo de 1733 se ordenó de primera tonsura. El 7 de junio de 1728 fue elegido maestro de capilla en el Colegio del Patriarca o del Corpus Christi de Valencia.
En 1729 el Cabildo de la catedral de Burgos le nombró maestro de capilla, tras la muerte de Egüés en abril de ese año. Francisco Hernández Illana había escrito solicitando el cargo y, ante los buenos informes que recibió el cabildo sobre el músico, se decidió no promulgar los edictos a fin de evitar gastos. El día 12 de diciembre los examinadores informaron que Illana "había cumplido muy exactamente en los puntos y composiciones que le fueron señalados para el examen" y en ese mismo día tomó posesión de su magisterio.
El 8 de mayo de 1730 Hernández Illana avisó al Cabildo que no podía preparar la fiesta del Corpus debido a la falta de voces e instrumentos en la capilla, e informó que en Madrid estaba un hermano suyo, Vicente, que tocaba el bajón "y variedad de instrumentos". Se acordó que su hermano viniera a ser oído y examinado. En el examen se reconoció que era muy hábil en el bajón, oboe, violín y flauta dulce, por lo que se acordó admitirlo con 200 reales de vellón al mes y 12 fanegas de trigo. El 26 de octubre de 1731, Vicente Hernández Illana se despidió del Cabildo aduciendo que no podía dedicarse al instrumento por falta de salud.
El magisterio de capilla en Burgos tenía asociado una canonjía. Sin embargo, parece que no era una canonjía de pleno derecho. Esto queda perfectamente claro en lo siguiente: en octubre de 1737 el maestro solicitó al Cabildo las vacaciones de que disfrutaban los canónigos, pero el Cabildo contestó que su canonjía era "puramente nominal", por lo que sólo se le daba un mes de recreación, por esta vez y "de gracia".
Francisco Hernández Illana no gozó de buena salud, y a partir de 1733 hay frecuentes peticiones de licencia por estar enfermo. Incluso llegó a ofrecer, para su curación, ir en peregrinación a Valvanera, santuario mariano de La Rioja. A veces solicitaba al Cabildo días extra para componer los villancicos de Navidad y del Corpus, aduciendo que por su poca salud no podía trabajar a pleno rendimiento. Muchas de las licencias que pedía era para salir fuera de la ciudad e ir a tomar baños.
En 1744 intentó irse a la catedral de Palencia, tras haberle escrito el cabildo de dicha catedral. La causa era el malestar del maestro por unas nuevas obligaciones que el cabildo de Burgos le había impuesto, por lo que se acordó moderar algunas de estas nuevas obligaciones. Con eso Francisco Hernández Illana desistió de ir a Palencia.
Pocos meses después quedaba vacante el puesto de maestro de capilla de la catedral de Santiago de Compostela, un cargo de gran importancia y muy bien pagado (800 ducados anuales). El 27 de junio de 1744 el Cabildo acordó que se pidiese a los maestros que habían mostrado deseos de venir que compusiesen determinadas obras para examinarlas. El 8 de agosto mandó que los músicos comenzasen a ensayarlas para que luego las cantasen en el coro. El 30 de octubre se celebró la votación. Francisco Hernández Illana quedó eliminado en la segunda tanda de votaciones.
El 24 de octubre de 1774 se leyó un escrito del maestro pidiendo la jubilación. En este escrito alegaba que había estado 44 años al servicio de la catedral y que estaba fatigado de la vista, por lo que no podía trabajar. El día 31 se acordó, por unanimidad, concederle la jubilación de la canonjía, pero no del oficio de maestro de capilla: esto es, se le dispensaba de venir al coro, pero no de las obligaciones de maestro de capilla (componer obras nuevas, enseñar a los mozos de coro, dirigir la capilla de música, examinar a los aspirantes a músicos). Sin embargo, a partir de entonces, se le concedería a menudo licencias por enfermedad.
Saldoni (Diccionario, II, 390) dice que murió el 9 de mayo de 1780. El 17 de ese mes el cabildo trató de la provisión del magisterio de capilla vacante.

## Obra
Se han conservado pocas obras suyas en el archivo de la catedral de Burgos. Se han conservado, sin embargo, bastantes obras en los archivos de la catedral de Astorga, del monasterio de El Escorial, de la catedral de Segorbe o de la catedral de Valencia.
Entre las obras conservadas en la Catedral de Astorga se encuentran Música de la Loa y Comedia de S. Casiano con violines y oboe que cantó a la bien venida del Ilmo. D. Diego Pérez Nieto, Arzobispo de Burgos. se presentó por el Tribunal de la Audiencia Eclesiástica, del Maestro Francisco Hernández Y Llana y Borrado Opera a 4 con violines y oboes, a la bien venida del Ilmo. Sr. D. Diego Perea Arzobispo de San Gerónimo. Siendo Rector el Sr. D. Manuel Antonio Prieto Canónigo Lector del Maestro D. Francisco Hernández Y Llana.